# Araucaria subulata
Araucaria subulata – gatunek drzewa iglastego z rodziny araukariowatych. Endemit wyspy Nowa Kaledonia, gdzie występuje głównie w jej południowej części. Rośnie w wilgotnych, wiecznie zielonych lasach na stromych stokach gór i w głęboko wciętych dolinach na rzędnych do 1070 m n.p.m. Ma status gatunku bliskiego zagrożenia (NT) w czerwonej liście IUCN. Ok. 50% populacji znajduje się na terenach chronionych. Zagrożeniem dla gatunku jest fragmentacja siedlisk oraz nasilające się pożary.

## Morfologia

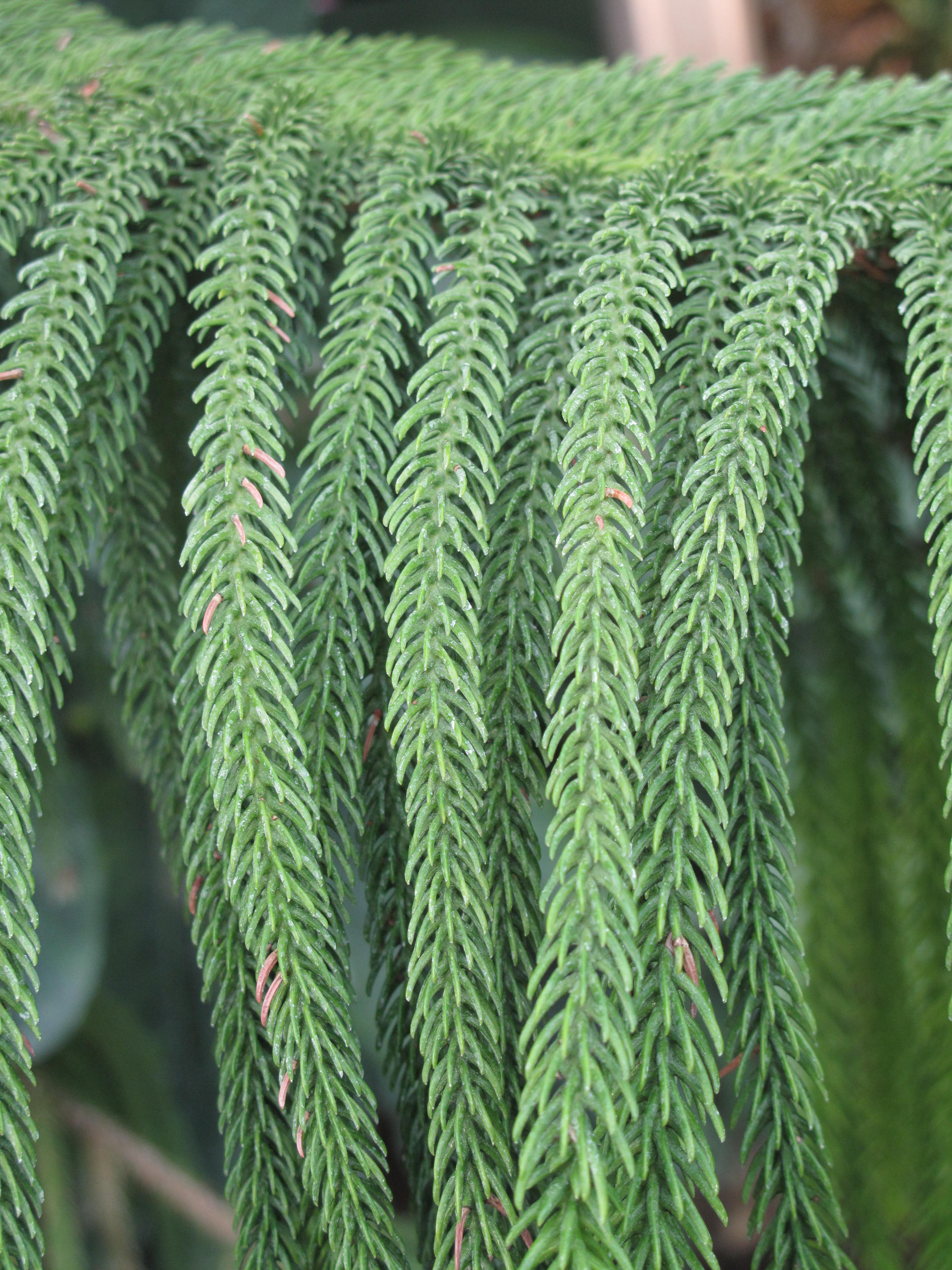
Pędy Araucaria subulata

PokrójDrzewo o pokroju kolumnowym osiągające do 50 m wysokości. Kora na pniu szara, łuszcząca się cienkimi pasemkami. Odgałęzienia pędów w jednej płaszczyźnie zwisają po bokach głównych konarów.
LiścieMłodociane igły wąskolancetowate, zagięte ku wierzchołkowi pędu. Dorosłe liście łuskowate, lancetowatego kształtu z wyraźną żyłką centralną, osiągające długość 6 mm i szerokość 2,5 mm, na wierzchołku zagięte.
SzyszkiZ kwiatami męskimi walcowate, o długości do 10 cm i średnicy do 1,3 cm. Na trójkątnych mikrosporofilach rozwija się po 10 pylników (mikrosporangiów). Szyszki z kwiatami żeńskimi kulistawe, osiągają do 12 cm długości i 9 cm średnicy. Łuski wspierające krótkie, do 6 mm długości. Nasiona to jajowate orzeszki z niemal prostokątnymi skrzydełkami osiągające do 3 cm długości.